# Robert Tobler (político)
Robert Tobler (23 de diciembre de 1901, Zúrich, Suiza - Ibidem, 17 de junio de 1962) fue un político nacionalista suizo. 

## Biografía
Nacido en Zúrich, siguió a su padre estudiando derecho en la Universidad de Zúrich y trabajando como abogado. Inicialmente atraído por el liberalismo, entró en contacto con Hans Oehler y pronto ayudó a fundar el Nuevo Frente en 1930. Como presidente del nuevo grupo, fue fuertemente influenciado por Othmar Spann, aunque el fascismo rápidamente se hizo más importante para el Frente. 
Sirvió como Gauführer por Zürich en el Frente Nacional y dirigió el periódico del partido Die Front, que fue financiado por el Tercer Reich. Tobler fue elegido para el parlamento suizo en 1935, convirtiéndose en el único miembro del Frente Nacional (o de hecho cualquier grupo pro-nacionalsocialista) en ocupar un escaño parlamentario en el país. Asumió el cargo de líder del Frente en 1938, lo que llevó a su predecesor Rolf Henne a dividir el movimiento. Tobler intentó encontrar un terreno común con el gobierno, aunque en este momento ya era demasiado tarde ya que el movimiento ya tenía una reputación de ser firmemente pro-nacionalsocialista. Fue encarcelado en 1940 como quinto columnista y el Frente cayó en decadencia. Después de su liberación, dirigió el Eidgenössiche Sammlung y Schaffhausen Nationale Gemeinschaft, aunque ambos grupos fueron prohibidos en 1943 como parte de una prohibición más amplia en el Frente Nacional y sus ramificaciones. Tobler no tomó más papel en la política y murió en su ciudad natal.